# Relaciones España-Letonia
Las relaciones España-Letonia son las relaciones bilaterales entre estos dos países. Estados miembros de la Unión Europea (UE), ambos forman parte del espacio Schengen y de la eurozona. Son también miembros de la Organización del Tratado del Atlántico Norte (OTAN). 

## Relaciones diplomáticas

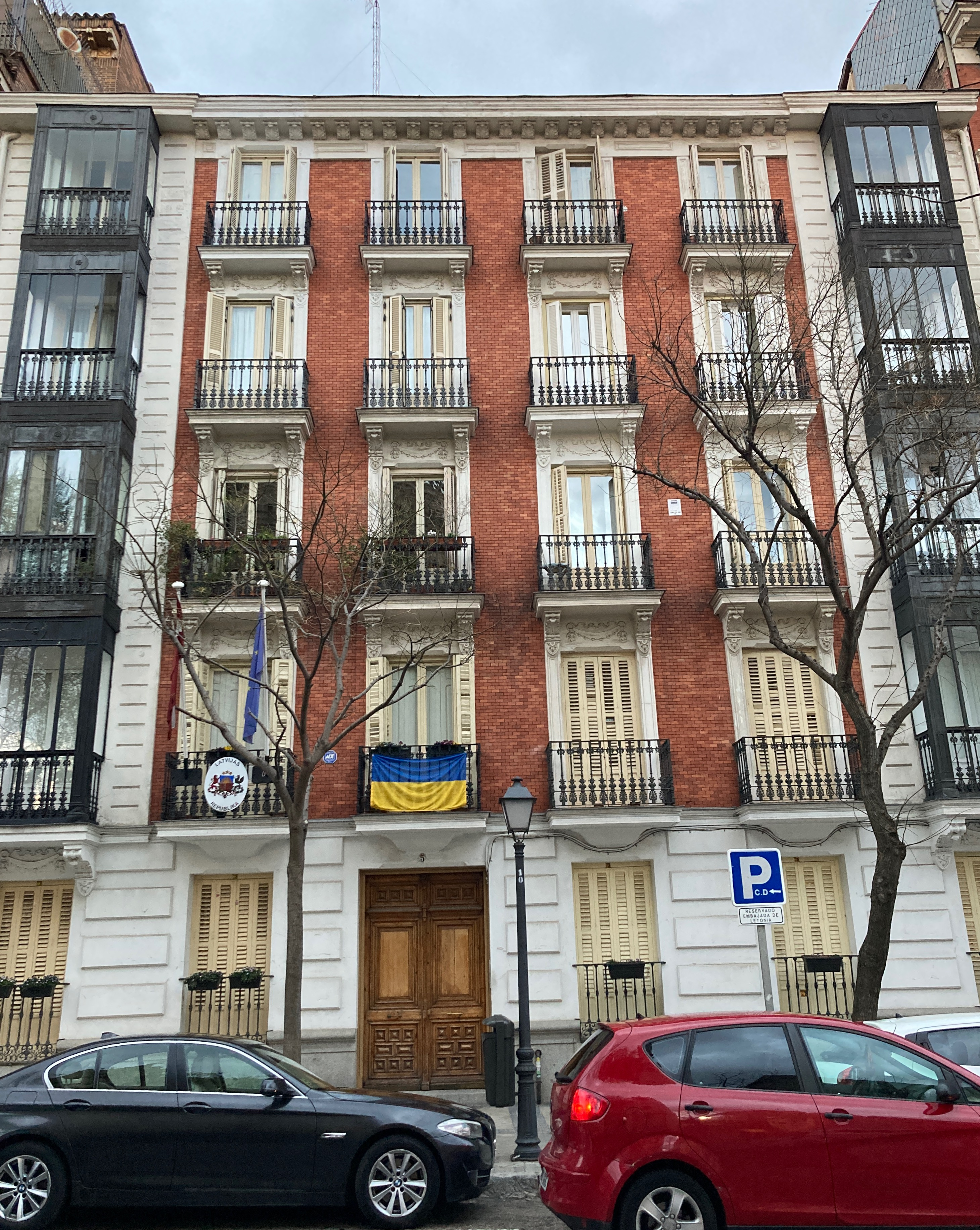
Embajada de Letonia en Madrid

Las relaciones históricas entre España y Letonia se iniciaron durante el primer periodo de independencia, y fueron restablecidas en octubre de 1991.
Desde la entrada de Letonia en la UE y la OTAN, las relaciones con España han ido intensificándose y pueden calificarse de buenas. La apertura de la Embajada de España en Riga en 2004 impulsó y fortaleció la relación. Letonia cuenta con su propia Representación Diplomática en Madrid.
En 2009 tuvo lugar la visita de Estado de los Reyes de España, que culminó esta primera etapa de acercamiento bilateral.

## Cooperación
Letonia no es país objeto de Ayuda Oficial al Desarrollo española. La cooperación en el ámbito cultural y educativo es creciente. Varias universidades españolas han firmado convenios con las principales de Letonia, y el número de Erasmus españoles sigue una evolución creciente. La AECID financia dos lectorados en sendas Universidades de Riga.
Con regularidad, aunque no con frecuencia, se desplazan a Riga artistas españoles para participar en los principales festivales de danza o música, muy arraigados en la programación cultural de Letonia.
La Academia de Cultura de Letonia imparte un grado de especialización en lengua y cultura españolas y la Universidad de Letonia imparte un máster en Estudios Románicos, contando ambos con el apoyo del programa de lectorados de la AECID.

## Misiones diplomáticas
- España cuenta con la oficina de la embajada en Riga.[3]
- Letonia tiene una embajada en Madrid[4] y cinco consulados honorarios en Barcelona, Bilbao, Marbella, Sevilla y Valencia.[5]